# Invitation à Monte-Carlo
Pour plus de détails, voir Fiche technique et Distribution.
Invitation à Monte-Carlo (Glück und Liebe in Monaco) est un film de coproduction liechtensteinoise et suisse réalisé par Hermann Leitner sorti en 1959.

## Synopsis
Pour l'orpheline anglaise Lindy, un rêve devient réalité : Elle est personnellement invitée par le prince au palais de Monaco pour donner son chaton à la petite princesse Caroline. Un magazine allemand parfume une histoire déchirante et envoie le journaliste Claus Hohberg dans la Principauté. L'hôtesse Jacqueline accompagne l'enfant pendant son séjour. En outre, la belle demoiselle est à l’initiative du rédacteur en chef effectivement intégrée dans le reportage et - si possible - doit susciter le scandale.
Mais les événements sur le terrain sont tout sauf passionnants, de sorte que Hohberg ne peut guère livrer que des histoires banales à son rédacteur en chef. Lindy rencontre donc le couple princier et sa petite fille dans le jardin du palais. Frank Sinatra est également repéré lors d'une visite.
Hohberg aime de plus en plus sa compagne de voyage et devient jaloux dès que Jacqueline sourit aux autres hommes. Il tombe amoureux d'elle et passe ses heures de loisir sur la Côte d'Azur. En conséquence, la douleur est grande au moment de l'adieu.

## Fiche technique
- Titre français : Invitation à Monte-Carlo[1]
- Titre original : Glück und Liebe in Monaco
- Réalisation : Hermann Leitner
- Scénario : Hermann Leitner, Euan Lloyd
- Musique : Aimé Barelli, Bert Grund
- Photographie : Tony Braun
- Montage : Annelies Artelt
- Société de production : Vaduz
- Pays d'origine :  Liechtenstein,  Suisse
- Langue : allemand
- Format : Couleur - 1,33:1 - mono - 35 mm
- Genre : Comédie
- Durée : 78 minutes
- Dates de sortie :
  - Allemagne de l'Ouest : 25 décembre 1959

## Distribution
- Germaine Damar : Jacqueline, hôtesse de l'air
- Claus Biederstaedt : Claus Hoberg, journaliste
- Gilda Emmanuelli : Lindy
- Alexander Kerst : Le rédacteur en chef
- Gerhard Frickhöffer : Le directeur d'Air-France
- John Schapar : Le danseur
- Le Prince Rainier de Monaco : lui-même
- La Princesse Grace de Monaco : elle-même
- Frank Sinatra : lui-même
- Stirling Moss : lui-même
- Mike Hawthorn : lui-même

## Source de la traduction
- (de) Cet article est partiellement ou en totalité issu de l’article de Wikipédia en allemand intitulé « Glück und Liebe in Monaco » (voir la liste des auteurs).